# Rawa Mazowiecka
Rawa Mazowiecka (udtale: [ˈrava mazɔˈvʲɛt͡ska]) er en by og kommune (Gmina) i det centrale Polen. Den ligger i voivodskabet Łódźsk (Województwo łódzkie) og har 16.429(2021) indbyggere og et areal på 23,91 km². Den er administrationsby i powiat (amt) Rawa.
Ved en udgravning i 1948 fandt man et depotfund med en skat fra 600 f.Kr. indeholdende 4 underjordiske rum med tønder, med guld og sølv. Der blev også fundet en mindre skat indeholdende hovedsageligt bronzeartefakter fra Trzciniec-kulturen (en), der stammer fra omkring 1700 f.Kr. 

## Geografi
Rawa Mazowiecka ligger 55 km øst for Łódź ved sammenløbet af floderne Rawka og Rylka. Byen har et areal på 14,28 km², hvoraf 63% af arealet bruges til landbrug, 3% er dækket af skov.

## Historie
Rawa har en lang og rig historie. Første gang nævnt i 1288, modtog det byrettigheder i 1321. Det plejede at være en af de vigtigste byer i både Kongeriget Polens krone og Den polsk-litauiske realunion, en Polsk kongeby der var hovedstad i Rawa Voivodeskab, en administrativ enhed, som eksisterede fra 1462 til 1793 i det større Storpolen. Starosten i Rawa var blandt de vigtigste personligheder i det tidlige Polen, da han kontrollerede det såkaldte "Rawa Treasury" - en stor sum skattepenge, der blev opbevaret på Rawa Slot til finansiering af hæren.
Rawa Mazowiecka blev først nævnt som en middelalderlig gord, sandsynligvis placeret på en af de lokale bakker. I 1321 modtog det stadsret, og i 1355-1370 blev et murstensslot bygget her af Mazoviske hertuger. Under Siemowit 3. hertug af Masoviens regeringstid var Rawa hovedstaden i hele Hertugdømmet Masovien.